# Bob Spottiswood
Bob Spottiswood (ur. 1887 w Carlisle, zm. 1966) – angielski piłkarz i trener piłkarski.

## Kariera piłkarska
Bob Spottiswood karierę piłkarską rozpoczął w pierwszej dekadzie XX wieku w klubie Carlisle United. Następnym jego klubem był występujący w Southern Football League Croydon Common, z którego w 1909 trafił do występującego w tej samej lidze Crystal Palace. W Crystal Palace Spottiswood rozegrał 177 spotkań, w których zdobył dwie bramki.
Karierę Spottiswooda przerwała I wojna światowa. Po jej zakończeniu został zawodnikiem drugoligowego Clapton Orient, którym rozegrał tylko jedno spotkanie. Po odejściu z Clapton Orient Spottiswood występował jeszcze w paru klubach, karierę kończąc w klubie Elsecar Main w 1922.

## Kariera trenerska
W latach 1922–1924 Spottiswood był szkoleniowcem zespołu Inter Mediolan. W sezonie 1922/1923 poprowadził drużynę z Lombardii w 24 spotkaniach, z których 9 zakończyło się wygranymi, 6 remisami i 9 porażkami. W końcowej tabeli rozgrywek Inter zajął siódme miejsce. W następnym sezonie „Nerazzurri” z 23 spotkań wygrali 12, 5 zremisowali i 6 przegrali, co dało im 4. miejsce w tabeli.